# Студенческий парк (Севастополь)
Студенческий парк (также «Студенческий сквер») — парк бывшего Севастопольского института банковского дела, расположен вдоль улицы Парковой в Гагаринском районе Севастополя. С юга и запада граничит с территорией парка Победы.

## Описание
Парк заложен в 2010 году и сейчас занимает площадь около 26 тысяч м2.
С начала основания в парке высажено около 400 деревьев, свыше 4,5 тысяч кустов и 11 тысяч цветов. В парке размещается летняя концертная площадка на 752 посадочных места, два фонтаны, три водоёма.
Территориально парк разбит на шесть садов: английский, французский, украинский, российский, японский и восточный. Каждый сад, помимо французского, имеет свою беседку. Также две беседки установлены перед входом в парк со стороны парка Победы. Фонтаны расположены в центральной части парка и на территории французского сада.
Перед каждым садом установлены аннотационные камни, на которых выбиты строчки из произведений национальных поэтов.

## Изображения

### Аннотационные камни
| сад         | изображение | текст |
| английский  |             | "То нам слепит глаза небесный глаз, То светлый лик скрывает непогода. Ласкает, нежит и терзает нас Своей случайной прихотью природа. Уильям Шекспир."                          |
| французский |             | "Скажи, откуда ты приходишь, Красота? Твой взор — лазурь небес иль порожденье ада? Ты, как вино, пьянишь прильнувшие уста, Равно ты радости и козни сеять рада. Шарль Бодлер." |
| украинский  |             | "Ветер печально вздыхал в саду. Ты пел, я сидела молчаливая, Песня в сердце у меня звенела; Ветер печально вздыхал в саду... Леся Украинка."                                   |
| ----------- | ----------- | --- |

| сад       | изображение | текст |
| русский   |             | "Если крикнет рать святая: «Кинь ты Русь, живи в раю!» Я скажу: «Не надо рая, Дайте родину мою». Сергей Есенин."                                 |
| японский  |             | "Тишина кругом. Проникает в сердце скал Легкий звон цикад. Мацуо Басе."                                                                          |
| восточный |             | "Я красоты приемлю самовластье. К ее порогу сам готов припасть я. Не обижайся на ее причуды. Ведь все, что от нее исходит — счастье. Омар Хаям." |
| --------- | ----------- | --- |